# Tamara Zidanšek
Tamara Zidanšek, slovenska tenisačica, * 26. december 1997, Postojna.

## Kariera
Njen trener v otroštvu je bil Zmago Tajnšek, ki je vodil klub iz Slovenskih Konjic.
6. junija 2021 se je uvrstila v četrtfinale Odprtega prvenstva Francije, s čimer je postala prva ženska v zgodovini samostojne Slovenije, ki se je uvrstila v četrtfinale turnirja za Grand Slam. V osmini finala je premagala Romunko Sorano Cristeo. V četrtfinalu je premagala Španko Paulo Badoso in se uvrstila v polfinale odprtega prvenstva Francije, kjer je proti Rusinji Anastaziji Pavljučenkovi zgubila v dveh nizih. Uvrstitev v polfinale turnirja za Grand Slam je od slovenskih tenisačev prej uspela samo še Mimi Jaušovec.

## Časovnica

### Posamično
Po turnirju 2025 Wimbledon Championships.
| Turnir                  | 2017 | 2018 | 2019  | 2020 | 2021  | 2022  | 2023 | 2024 | 2025 | SR         | W–L        | % zmag     |
| ----------------------- | ---- | ---- | ----- | ---- | ----- | ----- | ---- | ---- | ---- | ---------- | ---------- | ---------- |
| Grand Slam              |      |      |       |      |       |       |      |      |      |            |            |            |
| OP Avstralije           | Q1   | Q2   | 2R    | 2R   | 1R    | 3R    | 1R   | 1R   | 1R   | 0 / 7      | 4–7        | 36%        |
| OP Francije             | Q1   | Q2   | 1R    | 1R   | SF    | 3R    | 1R   | 2R   | Q2   | 0 / 6      | 6–6        | 50%        |
| Wimbledon               | Q1   | Q3   | 2R    | NH   | 1R    | 1R    | Q2   | Q2   | Q1   | 0 / 3      | 1–3        | 25%        |
| US Open                 | A    | 1R   | 1R    | A    | 2R    | 1R    | Q3   | Q1   |      | 0 / 4      | 1–4        | 20%        |
| Zmage–porazi            | 0–0  | 0–1  | 2–4   | 1–2  | 6–4   | 3–4   | 0–2  | 1–2  | 0–1  | 0 / 20     | 13–20      | 39%        |
| WTA 1000                |      |      |       |      |       |       |      |      |      |            |            |            |
| Dubai / Qatar Open      | A    | A    | A     | A    | A     | A     | A    | A    | A    | 0 / 0      | 0–0        | 0%         |
| Indian Wells Open       | A    | A    | A     | NH   | 3R    | 2R    | A    | A    | A    | 0 / 2      | 1–2        | 33%        |
| Miami Open              | A    | A    | 1R    | NH   | Q2    | 2R    | Q2   | Q1   | A    | 0 / 2      | 0–2        | 0%         |
| Madrid Open             | A    | A    | A     | NH   | 2R    | 2R    | A    | A    | A    | 0 / 2      | 2–2        | 50%        |
| Italian Open            | A    | A    | 1R    | A    | 1R    | 1R    | A    | A    | A    | 0 / 3      | 0–3        | 0%         |
| Canadian Open           | A    | A    | A     | NH   | A     | A     | A    | A    |      | 0 / 0      | 0–0        | 0%         |
| Cincinnati Open         | A    | A    | A     | A    | 1R    | A     | A    | A    |      | 0 / 1      | 0–1        | 0%         |
| Guadalajara Open        | NH   | NH   | NH    | NH   | NH    | A     | A    | A    |      | 0 / 0      | 0–0        | 0%         |
| China Open              | A    | A    | A     | NH   | NH    | NH    | A    | Q1   |      | 0 / 0      | 0–0        | 0%         |
| Wuhan Open              | A    | A    | 1R    | NH   | NH    | NH    | NH   | A    |      | 0 / 1      | 0–1        | 0%         |
| WTA karierna statistika |      |      |       |      |       |       |      |      |      |            |            |            |
| Turnirji                | 0    | 7    | 18    | 9    | 19    | 19    | 8    | 6    | 1    | 87         | 87         | 87         |
| Naslovi                 | 0    | 0    | 0     | 0̟    | 1     | 0     | 0    | 0    | 0    | 1          | 1          | 1          |
| Finali                  | 0    | 0    | 1     | 0    | 2     | 0     | 0    | 0    | 0    | 3          | 3          | 3          |
| Zmage–porazi            | 3–0  | 9–8  | 15–18 | 6–12 | 24–18 | 14–19 | 7–9  | 4–6  | 0–1  | 1 / 87     | 82–91      | 47%        |
| Letna lestvica          | 180  | 70   | 64    | 87   | 30    | 87    | 100  | 182  |      | $3,448,894 | $3,448,894 | $3,448,894 |

## WTA finali

### Posamično: 3 (1 naslov, 2 finala)
| Legenda                                        |
| ---------------------------------------------- |
| Grand Slam (0–0)                               |
| Premier Mandatory & Premier 5 / WTA 1000 (0–0) |
| Premier / WTA 500 (0–0)                        |
| International / WTA 250 (1–2)                  |

| Po podlagah |
| ----------- |
| Trda (0–0)  |
| Trava (0–0) |
| Pesek (1–2) |
| Tepih (0–0) |

| Izid  | W–L | Datum    | Turnir              | Rang          | Podlaga | Nasprotnica         | Rezultat           |
| ----- | --- | -------- | ------------------- | ------------- | ------- | ------------------- | ------------------ |
| poraz | 0–1 | Maj 2019 | Nuremberg Cup       | International | pesek   | Julija Putinceva    | 6–4, 4–6, 2–6      |
| poraz | 0–2 | Apr 2021 | Copa Colsanitas     | WTA 250       | pesek   | M.C. Osorio Serrano | 7–5, 3–6, 4–6      |
| zmaga | 1–2 | Jul 2021 | Swiss Open Lausanne | WTA 250       | pesek   | Clara Burel         | 4–6, 7–6(7–5), 6–1 |

### Dvojice: 6 (4 naslovi, 2 finale)
| Legenda                             |
| ----------------------------------- |
| Grand Slam (0–0)                    |
| Premier Mandatory & Premier 5 (0–0) |
| Premier (0–1)                       |
| International / WTA 250 (4–0)       |

| Po podlagah |
| ----------- |
| Trda (2–1)  |
| Trava (1–0) |
| Pesek (1–1) |
| Tepih (0–0) |

| Izid  | W–L | Datum    | Turnir            | Rang          | Podlaga  | Partnerka        | Nasprotnici                             | Rezultat          |
| ----- | --- | -------- | ----------------- | ------------- | -------- | ---------------- | --------------------------------------- | ----------------- |
| zmaga | 1–0 | Sep 2018 | Tashkent Open     | International | trda     | Olga Danilović   | Irina-Camelia Begu Raluca Olaru         | 7–5, 6–3          |
| poraz | 1–1 | Sep 2019 | Zhengzhou Open    | Premier       | trda     | Yanina Wickmayer | Nicole Melichar Květa Peschke           | 1–6, 6–7(2–7)     |
| zmaga | 2–1 | Avg 2020 | Inter. di Palermo | International | pesek    | Arantxa Rus      | Elisabetta Cocciaretto Martina Trevisan | 7–5, 7–5          |
| zmaga | 3–1 | Nov 2020 | Linz Open         | International | trda (i) | Arantxa Rus      | Lucie Hradecká Kateřina Siniaková       | 6–3, 6–4          |
| zmaga | 4–1 | Jun 2022 | Rosmalen Open     | WTA 250       | trava    | Ellen Perez      | Veronika Kudermetova Elise Mertens      | 6–3, 5–7, [12–10] |
| poraz | 4–2 | Jul 2022 | Lausanne Open     | WTA 250       | pesek    | Ulrikke Eikeri   | Olga Danilović Kristina Mladenovic      | brez boja         |